# 압록강선
압록강선(鴨綠江線)은 평안북도 삭주군에 있는 부풍역과 압록강역을 연결하는, 조선민주주의인민공화국의 철도 노선이다. 이 노선은 1940년 9월 30일에 평북철도주식회사(平北鐵道株式會社)에 의하여 사설철도로 개통되었고 압록강역은 당시에 수풍호안역(水豊湖岸驛)이었다.

## 노선 정보
- 구간과 거리 : 부풍역~압록강역 4.1km
- 역 수 : 2개(양단역 포함)
- 궤도 간격 : 1435mm(표준궤)
- 전철화 구간 : 없음
- 복선 구간 : 없음

## 역 목록
- 부풍역(富豊驛)
- 압록강역(鴨綠江驛)